# NASA Earth Observatory

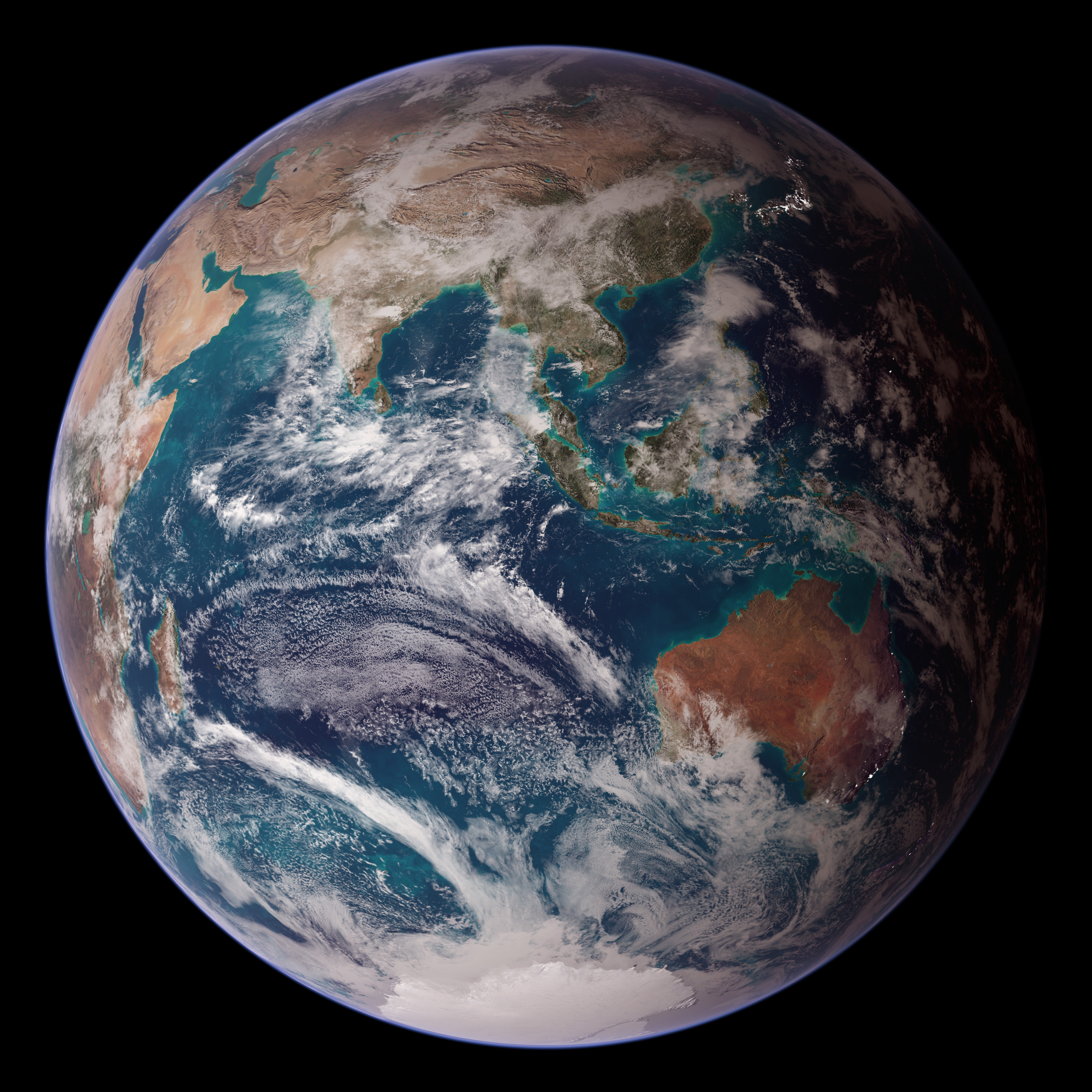
Пример изображений, создаваемых Обсерваторией Земли НАСА: Комбинированная съёмка восточного полушария Земли.

«NASA Earth Observatory» (Обсерватория Земли НАСА) — онлайн-издательство НАСА, основанное в 1999 году. Обсерватория Земли является основным источником предоставляемых НАСА для широкой публики спутниковых изображений и другой научной информации, касающейся климата и окружающей среды. Финансирование осуществляется за счёт государственных средств в соответствии с разрешением Конгресса США. Обсерватория является частью Научного бюро проекта «EOS», расположенного в Центре космических полётов Годдарда. С 2006 года трижды получала Премию Вебби народного голосования в области образования. В 2008 году издательство опубликовало серию изображений, в том числе изображения облаков, плывущих над Каспийским морем, пыльных бурь, распространяющихся от побережья Марокко, разрушения шельфового ледника Уилкинса, урагана «Берты» и другие.